# Лебединое (озеро, бассейн Каменки)
Лебединое — озеро на северной окраине города Находки в Находкинском городском округе Приморского края России.
Площадь озера — 0,21 км². Площадь водосборного бассейна — 15,2 км². Озеро входит в бассейн реки Каменки.
По рассказам старожила Американки Костыриной, Лебединым (Лебяжьим) озеро называется потому, что «было на нём много гусей, уток и садились лебеди». По воспоминаниям Козловой, в районе современного Северного проспекта когда-то жили лебеди. Над озером Лебяжьим существовал Ангин бугор, названный по имени корейца Анга. Там находилась одна фанза. В 1922 году Анга сбежал, его участок зарос.
С 1990-х гг озеро загрязняется постоянными выбросами с котельной.
Тем не менее озеро является одним из мест отдыха горожан. Зимой на замёрзшей глади озера проводятся автогонки. Также на озере проводит время большое количество рыбаков.
Вдоль южного берега озера проходит объездная трасса города Находки (около 20 км).